# Xã Cliff, Quận Custer, Nebraska
Xã Cliff (tiếng Anh: Cliff Township) là một xã thuộc quận Custer, tiểu bang Nebraska, Hoa Kỳ. Năm 2010, dân số của xã này là 115 người.